# Los Angeles Clippers 2016-2017
La stagione 2016–17 dei Los Angeles Clippers è la 47ª stagione della franchigia nella National Basketball Association (NBA), la loro 39ª stagione in Southern California, e 33ª a Los Angeles.
Questa è l'ultima stagione in NBA di Paul Pierce, che annuncia il ritiro al termine della stagione il 26 settembre 2016.
I losangelini terminano la stagione regolare con un record di 51-31 al quarto posto nella NBA Western Conference, superando in virtù degli scontri diretti favorevoli gli Utah Jazz, giunti a pari merito in graduatoria con il medesimo parziale.
Al primo turno di playoff i Clippers affrontano proprio la franchigia di Salt Lake City.

## Scelta draft
| Giro | Chiamata | Giocatore     | Ruolo | Nazionalità | College/Club        |
| ---- | -------- | ------------- | ----- | ----------- | ------------------- |
| 1    | 25       | Brice Johnson | F     | Stati Uniti | N. Carol. Tar Heels |
| 2    | 33       | Cheick Diallo | F     | Mali        | Kansas Jayhawks     |

## Roster
| N° | Naz.                   | Ruolo | Sportivo          | Anno | Alt. | Peso |
| -- | ---------------------- | ----- | ----------------- | ---- | ---- | ---- |
| 0  | Stati Uniti (bandiera) | C     | Diamond Stone     | 1997 | 208  | 116  |
| 2  | Stati Uniti (bandiera) | P     | Raymond Felton    | 1984 | 185  | 90   |
| 3  | Stati Uniti (bandiera) | P     | Chris Paul        | 1985 | 183  | 79   |
| 4  | Stati Uniti (bandiera) | G     | J.J. Redick       | 1984 | 193  | 86   |
| 5  | Stati Uniti (bandiera) | AG    | Marreese Speights | 1987 | 208  | 111  |
| 6  | Stati Uniti (bandiera) | C     | DeAndre Jordan    | 1988 | 211  | 120  |
| 9  | Stati Uniti (bandiera) | GA    | Alan Anderson     | 1982 | 198  | 95   |
| 10 | Stati Uniti (bandiera) | AG    | Brice Johnson     | 1994 | 211  | 95   |
| 11 | Stati Uniti (bandiera) | G     | Jamal Crawford    | 1980 | 196  | 88   |
| 12 | Camerun (bandiera)     | A     | Luc Mbah a Moute  | 1986 | 203  | 104  |
| 25 | Stati Uniti (bandiera) | P     | Austin Rivers     | 1992 | 193  | 91   |
| 30 | Stati Uniti (bandiera) | AG    | Brandon Bass      | 1985 | 203  | 108  |
| 32 | Stati Uniti (bandiera) | AG    | Blake Griffin     | 1989 | 208  | 114  |
| 33 | Stati Uniti (bandiera) | AP    | Wesley Johnson    | 1987 | 201  | 93   |
| 34 | Stati Uniti (bandiera) | AP    | Paul Pierce       | 1977 | 201  | 107  |

### Staff tecnico
- Allenatore: Doc Rivers
- Vice-allenatori: Sam Cassell, Pat Sullivan, Armond Hill, Brendan O'Connor, Mike Woodson, John Welch
- Vice-allenatori per lo sviluppo dei giocatori: J.P. Clark
- Preparatore atletico: Jasen Powell
- Preparatore fisico: Richard Williams

## Classifiche

### Pacific Division
| Pacific Division        | Pacific Division | Pacific Division | Pacific Division | Pacific Division | Pacific Division | Pacific Division | Pacific Division | Pacific Division |
| Squadra                 | V                | S                | V%               | PR               | Casa             | Trasf            | Div              | PG               |
| ----------------------- | ---------------- | ---------------- | ---------------- | ---------------- | ---------------- | ---------------- | ---------------- | ---------------- |
| z – Golden St. Warriors | 67               | 15               | .817             | 0,0              | 36–5             | 31–10            | 14–2             | 82               |
| x – L.A. Clippers       | 51               | 31               | .622             | 16,0             | 29–12            | 22–19            | 10–6             | 82               |
| Sacramento Kings        | 26               | 56               | .317             | 41,0             | 17–24            | 9–32             | 6–10             | 82               |
| L.A. Lakers             | 26               | 56               | .317             | 41,0             | 17–24            | 9–32             | 6–10             | 82               |
| Phoenix Suns            | 24               | 58               | .293             | 43,0             | 15–26            | 9–32             | 3–13             | 82               |

### Western Conference
| Western Conference | Western Conference        | Western Conference | Western Conference | Western Conference | Western Conference | Western Conference |
| #                  | Squadra                   | V                  | S                  | V%                 | PR                 | PG                 |
| ------------------ | ------------------------- | ------------------ | ------------------ | ------------------ | ------------------ | ------------------ |
| 1                  | z – Golden St. Warriors * | 67                 | 15                 | .817               | –                  | 82                 |
| 2                  | y – San Antonio Spurs *   | 61                 | 21                 | .744               | 6,0                | 82                 |
| 3                  | x – Houston Rockets       | 55                 | 27                 | .671               | 12,0               | 82                 |
| 4                  | x – L.A. Clippers         | 51                 | 31                 | .622               | 16,0               | 82                 |
| 5                  | y – Utah Jazz *           | 51                 | 31                 | .622               | 16,0               | 82                 |
| 6                  | x – Oklahoma Thunder      | 47                 | 35                 | .573               | 20,0               | 82                 |
| 7                  | x – Memphis Grizzlies     | 43                 | 39                 | .524               | 24,0               | 82                 |
| 8                  | x – Portland T. Blazers   | 41                 | 41                 | .500               | 26,0               | 82                 |
|                    |                           |                    |                    |                    |                    |                    |
| 9                  | Denver Nuggets            | 40                 | 42                 | .488               | 27,0               | 82                 |
| 10                 | N. Orleans Pelicans       | 34                 | 48                 | .415               | 33,0               | 82                 |
| 11                 | Dallas Mavericks          | 33                 | 49                 | .402               | 34,0               | 82                 |
| 12                 | Sacramento Kings          | 26                 | 56                 | .317               | 41,0               | 82                 |
| 13                 | Minnesota T'wolves        | 31                 | 51                 | .378               | 36,0               | 82                 |
| 14                 | L.A. Lakers               | 26                 | 56                 | .317               | 41,0               | 82                 |
| 15                 | Phoenix Suns              | 24                 | 58                 | .293               | 43,0               | 82                 |

## Calendario e risultati
Tutti gli orari fanno riferimento al fuso orario di Los Angeles (UTC-8)

### Preseason
| Data            | Locali           | R         | Ospiti              | Più punti       | Più assist    | Più rimbalzi | Record |
| --------------- | ---------------- | --------- | ------------------- | --------------- | ------------- | ------------ | ------ |
| 4 ottobre 2016  | G.S. Warriors    | 120 - 75  | L.A. Clippers       | M. Speights 14  | J. Crawford 4 | B. Griffin 6 | 0-1    |
| 5 ottobre 2016  | L.A. Clippers    | 104 - 98  | Toronto Raptors     | B. Griffin 24   | C. Paul 15    | D. Jordan 10 | 1-1    |
| 10 ottobre 2016 | L.A. Clippers    | 94 - 96   | Utah Jazz           | J. Crawford 16  | C. Paul 5     | D. Jordan 6  | 1-2    |
| 13 ottobre 2016 | L.A. Clippers    | 109 - 108 | Portland T. Blazers | B. Griffin 26   | C. Paul 10    | D. Jordan 9  | 2-2    |
| 17 ottobre 2016 | Utah Jazz        | 104 - 78  | L.A. Clippers       | A. Rivers 15    | A. Rivers 4   | B. Bass 10   | 2-3    |
| 18 ottobre 2016 | Sacramento Kings | 89 - 92   | L.A. Clippers       | J. J. Redick 18 | C. Paul 8     | D. Jordan 7  | 3-3    |

### Regular season

#### Ottobre 2016
| Data e ora              | Locali              | R       | Ospiti        | Più punti              | Più assist | Più rimbalzi             | Record |
| ----------------------- | ------------------- | ------- | ------------- | ---------------------- | ---------- | ------------------------ | ------ |
| 27 ottobre 2016 - 19.30 | Portland T. Blazers | 106-114 | L.A. Clippers | B. Griffin, C. Paul 27 | C. Paul 5  | B. Griffin 13            | 1-0    |
| 30 ottobre 2016 - 12.30 | L.A. Clippers       | 88-75   | Utah Jazz     | A. Rivers 19           | C. Paul 9  | D. Jordan 16             | 2-0    |
| 31 ottobre 2016 - 18.30 | L.A. Clippers       | 116-98  | Phoenix Suns  | C. Paul 24             | C. Paul 8  | B. Griffin, D. Jordan 11 | 3-0    |

#### Novembre 2016
| Data e ora               | Locali             | R                 | Ospiti              | Più punti                  | Più assist   | Più rimbalzi                      | Record |
| ------------------------ | ------------------ | ----------------- | ------------------- | -------------------------- | ------------ | --------------------------------- | ------ |
| 2 novembre 2016 - 18.30  | L.A. Clippers      | 83-85             | Oklahoma Thunder    | C. Paul 15                 | C. Paul 9    | C. Paul 11                        | 3-1    |
| 4 novembre 2016 - 16.00  | Memphis Grizzlies  | 88-98             | L.A. Clippers       | C. Paul 27                 | C. Paul 11   | D. Jordan 21                      | 4-1    |
| 5 novembre 2016 - 16.30  | San Antonio Spurs  | 92-116            | L.A. Clippers       | B. Griffin 28              | C. Paul 10   | D. Jordan, C. Paul, M. Speights 8 | 5-1    |
| 7 novembre 2016 - 18.30  | L.A. Clippers      | 114-82            | Detroit Pistons     | C. Paul 24                 | B. Griffin 9 | B. Griffin, D. Jordan 10          | 6-1    |
| 9 novembre 2016 - 18.30  | L.A. Clippers      | 111-80            | Portland T. Blazers | B. Griffin 22              | C. Paul 7    | B. Griffin 13                     | 7-1    |
| 11 novembre 2016 - 19.00 | Oklahoma Thunder   | 108-110           | L.A. Clippers       | B. Griffin 25              | C. Paul 10   | D. Jordan 13                      | 8-1    |
| 12 novembre 2016 - 17.00 | Minnesota T'wolves | 105-119           | L.A. Clippers       | B. Griffin 20              | C. Paul 8    | D. Jordan 16                      | 9-1    |
| 14 novembre 2016 - 19.30 | L.A. Clippers      | 127-95            | Brooklyn Nets       | C. Paul 21                 | C. Paul 9    | D. Jordan 14                      | 10-1   |
| 16 novembre 2016 - 19.30 | L.A. Clippers      | 107–111           | Memphis Grizzlies   | J. J. Redick 29            | C. Paul 6    | D. Jordan 14                      | 10–2   |
| 18 novembre 2016 - 19.30 | Sacramento Kings   | 115–121           | L.A. Clippers       | J. J. Redick 26            | C. Paul 12   | D. Jordan 12                      | 11–2   |
| 19 novembre 2016 - 19.30 | L.A. Clippers      | 102–95            | Chicago Bulls       | B. Griffin 26              | C. Paul 8    | B. Griffin 13                     | 12–2   |
| 21 novembre 2016 - 19.30 | L.A. Clippers      | 123–115           | Toronto Raptors     | B. Griffin, C. Paul 26     | C. Paul 12   | D. Jordan 15                      | 13–2   |
| 23 novembre 2016 - 17.30 | Dallas Mavericks   | 104–124           | L.A. Clippers       | A. Rivers 22               | B. Griffin 7 | M. Speights 12                    | 14–2   |
| 25 novembre 2016 - 16.30 | Detroit Pistons    | 108-97            | L.A. Clippers       | B. Griffin, J.J. Redick 24 | C. Paul 15   | D. Jordan 9                       | 14-3   |
| 27 novembre 2016 - 15.00 | Indiana Pacers     | 91-70             | L.A. Clippers       | B. Griffin 16              | C. Paul 4    | D. Jordan 14                      | 14-4   |
| 29 novembre 2016 - 16.30 | Brooklyn Nets      | 127-122 (d.2t.s.) | L.A. Clippers       | C. Paul 26                 | C. Paul 13   | D. Jordan 20                      | 15-5   |

#### Dicembre 2016
| Data e ora               | Locali              | R       | Ospiti              | Più punti                   | Più assist             | Più rimbalzi             | Record |
| ------------------------ | ------------------- | ------- | ------------------- | --------------------------- | ---------------------- | ------------------------ | ------ |
| 1º dicembre 2016 - 17.00 | Cleveland Cavaliers | 94-113  | L.A. Clippers       | J.J. Redick 23              | B. Griffin 11          | D. Jordan 15             | 15-5   |
| 2 dicembre 2016 - 17.00  | N.O. Pelicans       | 96-114  | L.A. Clippers       | B. Griffin 27               | C. Paul 13             | D. Jordan 13             | 16-5   |
| 4 dicembre 2016 - 18.30  | L.A. Clippers       | 102-111 | Indiana Pacers      | B. Griffin 24               | C. Paul 11             | B. Griffin 16            | 16-6   |
| 7 dicembre 2016 - 19.30  | L.A. Clippers       | 98-115  | G.S. Warriors       | B. Griffin 21               | C. Paul 5              | D. Jordan 12             | 16-7   |
| 10 dicembre 2016 - 19.30 | L.A. Clippers       | 133-105 | N.O. Pelicans       | C. Paul 20                  | C. Paul 20             | M. Speights 12           | 17-7   |
| 12 dicembre 2016 - 19.30 | L.A. Clippers       | 121-120 | Portland T. Blazers | B. Griffin 26               | C. Paul 14             | B. Griffin, D. Jordan 12 | 18-7   |
| 14 dicembre 2016 - 16.00 | Orlando Magic       | 108-113 | L.A. Clippers       | A. Rivers 25                | C. Paul 10             | D. Jordan 12             | 19-7   |
| 16 dicembre 2016 - 17.00 | Miami Heat          | 102-108 | L.A. Clippers       | B. Griffin 20               | C. Paul 6              | D. Jordan 19             | 20-7   |
| 18 dicembre 2016 - 12.30 | Wash. Wizards       | 117-110 | L.A. Clippers       | B. Griffin 26               | C. Paul 12             | D. Jordan 17             | 20-8   |
| 20 dicembre 2016 - 19.30 | L.A. Clippers       | 119-102 | Denver Nuggets      | J.J. Redick 27              | C. Paul 15             | D. Jordan 13             | 21-8   |
| 22 dicembre 2016 - 19.30 | L.A. Clippers       | 106-101 | San Antonio Spurs   | C. Paul 19                  | C. Paul 6              | D. Jordan 9              | 22-8   |
| 23 dicembre 2016 - 19.30 | L.A. Clippers       | 88-90   | Dallas Mavericks    | J. Crawford 26              | J. Crawford 6          | D. Jordan 17             | 22-9   |
| 25 dicembre 2016 - 19.30 | L.A. Lakers         | 111-102 | L.A. Clippers       | J. Crawford, J.J. Redick 22 | R. Felton, D. Jordan 6 | R. Felton, D. Jordan 10  | 22-10  |
| 26 dicembre 2016 - 19.30 | L.A. Clippers       | 102-106 | Denver Nuggets      | J. Crawford 24              | J. Crawford 6          | D. Jordan 11             | 22-11  |
| 28 dicembre 2016 - 17.00 | N.O. Pelicans       | 102-98  | L.A. Clippers       | A. Rivers 22                | C. Paul 6              | D. Jordan 25             | 22-12  |
| 30 dicembre 2016 - 17.00 | Houston Rockets     | 140-116 | L.A. Clippers       | R. Felton 26                | R. Felton 8            | D. Jordan 13             | 22-13  |
| 31 dicembre 2016 - 17.00 | Oklahoma Thunder    | 114-88  | L.A. Clippers       | B. Bass, M. Speights 18     | J. Crawford 5          | D. Jordan 11             | 22-14  |

#### Gennaio 2017
| Data e ora              | Locali             | R       | Ospiti             | Più punti      | Più assist                          | Più rimbalzi   | Record |
| ----------------------- | ------------------ | ------- | ------------------ | -------------- | ----------------------------------- | -------------- | ------ |
| 2 gennaio 2017 - 19.30  | L.A. Clippers      | 109-98  | Phoenix Suns       | J.J. Redick 22 | J. Crawford, R. Felton, A. Rivers 5 | D. Jordan 20   | 23-14  |
| 4 gennaio 2017 - 19.30  | L.A. Clippers      | 115-106 | Memphis Grizzlies  | A. Rivers 28   | A. Rivers 7                         | D. Jordan 20   | 24-14  |
| 6 gennaio 2017 - 19.30  | Sacramento Kings   | 98-106  | L.A. Clippers      | A. Rivers 24   | C. Paul 12                          | M. Speights 11 | 25-14  |
| 8 gennaio 2017 - 12.30  | L.A. Clippers      | 98-86   | Miami Heat         | J.J. Redick 25 | C. Paul 18                          | D. Jordan 18   | 26-14  |
| 11 gennaio 2017 - 19.30 | L.A. Clippers      | 105-96  | Orlando Magic      | J.J. Redick 22 | C. Paul 6                           | D. Jordan 20   | 27-14  |
| 14 gennaio 2017 - 12.30 | L.A. Clippers      | 113-97  | L.A. Lakers        | D. Jordan 24   | C. Paul 13                          | D. Jordan 21   | 28-14  |
| 16 gennaio 2017 - 19.30 | L.A. Clippers      | 120-98  | Oklahoma Thunder   | M. Speights 23 | R. Felton, C. Paul, A. Rivers 6     | D. Jordan 21   | 29-14  |
| 19 gennaio 2017 - 19.30 | L.A. Clippers      | 101-104 | Minnesota T'wolves | D. Jordan 29   | R. Felton 8                         | D. Jordan 16   | 29-15  |
| 21 gennaio 2017 - 18.00 | Denver Nuggets     | 123-98  | L.A. Clippers      | M. Speights 18 | J. Crawford 7                       | D. Jordan 13   | 29-16  |
| 23 gennaio 2017 - 16.30 | Atlanta Hawks      | 105-115 | L.A. Clippers      | A. Rivers 27   | A. Rivers 6                         | D. Jordan 12   | 30-16  |
| 24 gennaio 2017 - 16.00 | Philadelphia 76ers | 121-110 | L.A. Clippers      | J. Crawford 27 | B. Griffin 6                        | D. Jordan 20   | 30-17  |
| 28 gennaio 2017 - 17.30 | G.S. Warriors      | 144-98  | L.A. Clippers      | B. Griffin 20  | A. Rivers 6                         | R. Felton 7    | 30-18  |

#### Febbraio 2017
| Data e ora               | Locali            | R                | Ospiti            | Più punti                  | Più assist               | Più rimbalzi  | Record |
| ------------------------ | ----------------- | ---------------- | ----------------- | -------------------------- | ------------------------ | ------------- | ------ |
| 1º febbraio 2017 - 18.00 | Phoenix Suns      | 114-124          | L.A. Clippers     | B. Griffin 29              | B. Griffin 5             | D. Jordan 12  | 31-18  |
| 2 febbraio 2017 - 19.30  | L.A. Clippers     | 120-133          | G.S. Warriors     | B. Griffin 31              | A. Rivers 6              | B. Griffin 8  | 31-19  |
| 5 febbraio 2017 - 11.00  | Boston Celtics    | 107-102          | L.A. Clippers     | J. Crawford, B. Griffin 23 | J. Crawford, A. Rivers 6 | D. Jordan 16  | 31-20  |
| 6 febbraio 2017 - 16.30  | Toronto Raptors   | 118-109          | L.A. Clippers     | B. Griffin 26              | B. Griffin 11            | B. Griffin 11 | 31-21  |
| 8 febbraio 2017 - 17.00  | N.Y. Knicks       | 115-119          | L.A. Clippers     | B. Griffin 32              | A. Rivers 10             | D. Jordan 15  | 32-21  |
| 11 febbraio 2017 - 14.00 | Charlotte Hornets | 102-107          | L.A. Clippers     | J. Crawford 22             | B. Griffin 8             | D. Jordan 16  | 33-21  |
| 13 febbraio 2017 - 18.00 | Utah Jazz         | 72-88            | L.A. Clippers     | B. Griffin 26              | B. Griffin 6             | D. Jordan 13  | 34-21  |
| 15 febbraio 2017 - 19.30 | L.A. Clippers     | 99-84            | Atlanta Hawks     | B. Griffin 17              | B. Griffin 9             | D. Jordan 16  | 35-21  |
| 23 febbraio 2017 - 19.30 | G.S. Warriors     | 123-113          | L.A. Clippers     | J. Crawford, A. Rivers 19  | B. Griffin 8             | D. Jordan 11  | 35-22  |
| 24 febbraio 2017 - 19.30 | L.A. Clippers     | 97-105           | San Antonio Spurs | B. Griffin 29              | B. Griffin, C. Paul 5    | B. Griffin 9  | 35-23  |
| 26 febbraio 2017 - 18.30 | L.A. Clippers     | 124-121 (d.t.s.) | Charlotte Hornets | B. Griffin 43              | C. Paul 17               | D. Jordan 19  | 36-23  |

#### Marzo 2017
| Data e ora            | Locali             | R       | Ospiti              | Più punti              | Più assist               | Più rimbalzi      | Record |
| --------------------- | ------------------ | ------- | ------------------- | ---------------------- | ------------------------ | ----------------- | ------ |
| 1º marzo 2017 - 19.30 | L.A. Clippers      | 103-122 | Houston Rockets     | B. Griffin 17          | C. Paul 11               | D. Jordan 9       | 36-24  |
| 3 marzo 2017 - 17.00  | Milwaukee Bucks    | 112-101 | L.A. Clippers       | B. Griffin, C. Paul 21 | B. Griffin 8             | D. Jordan 10      | 36-25  |
| 4 marzo 2017 - 17.30  | Chicago Bulls      | 91-101  | L.A. Clippers       | J. Crawford 25         | B. Griffin 7             | D. Jordan 11      | 37-25  |
| 6 marzo 2017 - 19.30  | L.A. Clippers      | 116-102 | Boston Celtics      | B. Griffin 26          | J. Crawford, R. Felton 5 | D. Jordan 12      | 38-25  |
| 8 marzo 2017 - 17.00  | Minnesota T'wolves | 107-91  | L.A. Clippers       | D. Jordan 20           | C. Paul 13               | D. Jordan 10      | 38-26  |
| 9 marzo 2017 - 17.00  | Memphis Grizzlies  | 98-114  | L.A. Clippers       | A. Rivers 20           | B. Griffin 8             | B. Griffin 12     | 39-26  |
| 11 marzo 2017 - 12.30 | L.A. Clippers      | 112-100 | Philadelphia 76ers  | C. Paul 30             | C. Paul 7                | D. Jordan 20      | 40-26  |
| 13 marzo 2017 - 18.00 | Utah Jazz          | 114-108 | L.A. Clippers       | C. Paul 33             | C. Paul 7                | B. Griffin 9      | 40-27  |
| 15 marzo 2017 - 19.30 | L.A. Clippers      | 96-97   | Milwaukee Bucks     | D. Jordan 22           | C. Paul 7                | D. Jordan 17      | 40-28  |
| 16 marzo 2017 - 18.00 | Denver Nuggets     | 129-114 | L.A. Clippers       | J.J. Redick 22         | C. Paul 14               | L. Mbah a Moute 6 | 40-29  |
| 18 marzo 2017 - 17.30 | L.A. Clippers      | 108-78  | Cleveland Cavaliers | B. Griffin 23          | C. Paul 7                | D. Jordan 17      | 41-29  |
| 20 marzo 2017 - 19.30 | L.A. Clippers      | 114-105 | N.Y. Knicks         | B. Griffin 30          | C. Paul 13               | D. Jordan 10      | 42-29  |
| 21 marzo 2017 - 19.30 | L.A. Lakers        | 109-133 | L.A. Clippers       | C. Paul 27             | B. Griffin 8             | D. Jordan 11      | 43-29  |
| 23 marzo 2017 - 17.30 | Dallas Mavericks   | 97-95   | L.A. Clippers       | B. Griffin 24          | C. Paul 6                | D. Jordan 18      | 43-30  |
| 25 marzo 2017 - 12.30 | L.A. Clippers      | 108-95  | Utah Jazz           | J. Crawford 28         | C. Paul 5                | D. Jordan 15      | 44-30  |
| 26 marzo 2017 - 12.30 | L.A. Clippers      | 97-98   | Sacramento Kings    | D. Jordan 20           | C. Paul 9                | D. Jordan 11      | 44-31  |
| 29 marzo 2017 - 19.30 | L.A. Clippers      | 133-124 | Wash. Wizards       | J.J. Redick 31         | C. Paul 13               | D. Jordan 18      | 45-31  |
| 30 marzo 2017 - 19.00 | Phoenix Suns       | 118-124 | L.A. Clippers       | B. Griffin 31          | C. Paul 10               | D. Jordan 17      | 46-31  |

#### Aprile 2017
| Data e ora             | Locali            | R       | Ospiti           | Più punti                 | Più assist | Più rimbalzi | Record |
| ---------------------- | ----------------- | ------- | ---------------- | ------------------------- | ---------- | ------------ | ------ |
| 1º aprile 2017 - 12.30 | L.A. Clippers     | 115-104 | L.A. Lakers      | B. Griffin 36             | C. Paul 12 | D. Jordan 12 | 47-31  |
| 5 aprile 2017 - 19.30  | L.A. Clippers     | 112-101 | Dallas Mavericks | B. Griffin 32             | C. Paul 11 | D. Jordan 20 | 48-31  |
| 8 aprile 2017 - 17.30  | San Antonio Spurs | 87-98   | L.A. Clippers    | C. Paul 19                | C. Paul 8  | D. Jordan 16 | 49-31  |
| 10 aprile 2017 - 19.30 | L.A. Clippers     | 125-96  | Houston Rockets  | J. Crawford, C. Paul 19   | C. Paul 9  | D. Jordan 11 | 50-31  |
| 12 aprile 2017 - 19.30 | L.A. Clippers     | 115-95  | Sacramento Kings | D. Jordan, J.J. Redick 18 | C. Paul 9  | D. Jordan 17 | 51-31  |

### Playoff

#### Primo turno
| Los Angeles 15 aprile 2017, ore 19:30 UTC-8                                                                                     | L.A. Clippers | 95 – 97 (24-22, 52-52, 70-74) | Utah Jazz | Staples Center (19 060 spett.) |
| \| \| \| \| \| Griffin 26 \| Punti \| 21 Johnson \| \| Paul 11 \| Assist \| 6 Diaw \| \| Jordan 15 \| Rimbalzi \| 10 Hayward \| |               |                               |           |                                |
| |               |                               |           |                                |
| Griffin 26 | Punti         | 21 Johnson                    |           |                                |
| Paul 11 | Assist        | 6 Diaw                        |           |                                |
| Jordan 15 | Rimbalzi      | 10 Hayward                    |           |                                |

| Los Angeles 18 aprile 2017, ore 19:30 UTC-8                                                                                         | L.A. Clippers | 99 – 91 (29-18, 51-42, 79-70) | Utah Jazz | Staples Center (19 060 spett.) |
| \| \| \| \| \| Griffin 24 \| Punti \| 20 Hayward \| \| Paul 10 \| Assist \| 4 Hill \| \| Jordan 15 \| Rimbalzi \| 7 Favors, Hill \| |               |                               |           |                                |
| |               |                               |           |                                |
| Griffin 24 | Punti         | 20 Hayward                    |           |                                |
| Paul 10 | Assist        | 4 Hill                        |           |                                |
| Jordan 15 | Rimbalzi      | 7 Favors, Hill                |           |                                |

| Salt Lake City 21 aprile 2017, ore 19:00 UTC-8                                                                                | Utah Jazz | 106 – 111 (21-34, 49-58, 82-84) | L.A. Clippers | Vivint Smart Home Arena (18 865 spett.) |
| \| \| \| \| \| Hayward 40 \| Punti \| 34 Paul \| \| Ingles 5 \| Assist \| 10 Paul \| \| Hayward 9 \| Rimbalzi \| 13 Jordan \| |           |                                 |               |                                         |
| |           |                                 |               |                                         |
| Hayward 40 | Punti     | 34 Paul                         |               |                                         |
| Ingles 5 | Assist    | 10 Paul                         |               |                                         |
| Hayward 9 | Rimbalzi  | 13 Jordan                       |               |                                         |

| Salt Lake City 23 aprile 2017, ore 18:00 UTC-8                                                                                 | Utah Jazz | 105 – 98 (24-26, 55-52, 77-80) | L.A. Clippers | Vivint Smart Home Arena (19 911 spett.) |
| \| \| \| \| \| Johnson 28 \| Punti \| 27 Paul \| \| Ingles 11 \| Assist \| 12 Paul \| \| Gobert 13 \| Rimbalzi \| 10 Jordan \| |           |                                |               |                                         |
| |           |                                |               |                                         |
| Johnson 28 | Punti     | 27 Paul                        |               |                                         |
| Ingles 11 | Assist    | 12 Paul                        |               |                                         |
| Gobert 13 | Rimbalzi  | 10 Jordan                      |               |                                         |

| Los Angeles 24 aprile 2017, ore 21:30                                                                                      | L.A. Clippers | 92 – 96 (21-19, 43-46, 59-64) | Utah Jazz | Staples Center (19 060 spett.) |
| \| \| \| \| \| Paul 28 \| Punti \| 27 Hayward \| \| Paul 9 \| Assist \| 7 Hill \| \| Jordan 12 \| Rimbalzi \| 11 Gobert \| |               |                               |           |                                |
| |               |                               |           |                                |
| Paul 28 | Punti         | 27 Hayward                    |           |                                |
| Paul 9 | Assist        | 7 Hill                        |           |                                |
| Jordan 12 | Rimbalzi      | 11 Gobert                     |           |                                |